# قره باغ
قَرَبَاغ (بالأذرية: قره‌باغ/Qarabağ؛ وبالأرمنية: Ղարաբաղ) منطقة جغرافية في شرق أرمينيا وجنوب غرب أذربيجان. والنسبة إليها قَرَبَاغِيّ.

## خانية قرباغ
تأسست باناه علي خان خانية قرباغ بعد وفاة نادر شاه أفشار في عام 1747. كان تقع خانية قرباغ في جنوب شرق من منطقة القوقاز الصغرى.
تمتد حدود الخانية من نهر آراس إلى بحيرة سيفان، من نهر تارتار إلى السهل الكامل وإلى مهري وتاتيف وسيسيان، وتغطي ناغورني قرة باغ.
وكان يحددها بخانيات شاكي، وكنجة، أريوان، نخجوان، شاماخي.
عندما تم إنشاء خانية قرباغ، لم توجد مدينة التي تلعب بمركز اجتماعي واقتصادي هنا، ولذالك وفقا على أمر باناه علي خان، تم إنشاء قلعة شوشا.
بدأ إنشائها قلعة شوشا وإنتهت في 1756-1757.

## تسميتها
كلمة «قره» التركية تعني بالأذربيجانية اللون الأسود، أما كلمة «باغ» فتعني حديقة، يعني الحديقة السوداء فلذلك يمكن ترجمة الاسم إلى جبال الحديقة السوداء.

## حرب قرة باغ
تقدر مساحته قرة باغ بنحو 4400 كيلو متر مربع، ويتألف اسم الإقليم من مقطعين، هما: كلمة ناغورني تعني بالأذرية جبال أو مرتفعات (يعني - طاغ) أما كلمة قره باغ فتعني الحديقة السوداء بالأذرية «قره‌باغ» فلذلك يمكن ترجمة الاسم إلى جبال الحديقة السوداء. تأسست جمهورية أذربيجان الديموقراطية وجمهورية أرمينيا عام 1918، وكان إقليم قرباغ تابعا لجمهورية أذربيجان الديموقراطية آنذاك. في 1920، تم تأسيس الحكم السوفيتي في كلا البلدين وفي 1921 أكد المكتب القوقازي للجنة المركزية للحزب الشيوعي الروسي (البلاشفة) بقراره الصادر في 5 يوليو 1921 على بقاء ناغورنو قرباغ داخل جمهورية أذربيجان الاشتراكية السوفياتية. وفي عام 1923 مُنح لإقليم ناغورني قرباغ الذي كان جزءا من أذربيجان، حكما ذاتيا داخل أذربيجان. وأثناء فترة حكم ستالين، عمل على تغيير التجمعات الديموغرافية المنتمية لعرق واحد، واستبدالها وخلطها مع الأعراق الأخرى، ونقل السكان من منطقة لأخرى، كي يخلق شعبا لا ينتمي إلا إلى الأيديولوجية الماركسية. قام ستالين خلال السنوات 1936- 1938 ما سمي في التاريخ التطهير العظيم أو الذي أودى بحياة ملايين البشر، تحت شعار الثورة المضادة رحلت مجموعات أرمينية لتستقر في إقليم ناغورنو كاراباخ، وعند بداية تصدع الاتحاد السوفييتي، قامت المجموعات الأرمينية في الإقليم بإعلان جمهورية أرستاخ واعترفت بها أرمينيا فورا، وقامت بتسليح الناس وبدأت عملية تطهير عرقي واسعة ضد الأذربيجانية. في نهاية عام 1987، أعلنت الجمهورية الأرمنية الاشتراكية السوفياتية عن مطالبتها بأراضي منطقة ناغورني قرباغ المتمتعة بالحكم الذاتي التابعة لجمهورية أذربيجان الاشتراكية السوفياتية. عندما انهار الاتحاد السوفيتي، قامت أرمينيا هاجم على أذربيجان مما أدى سيطرة منطقة ناغورني قرباغ والمناطق السبع المجاورة لها.
منذ أواخر الثمانينيات حتى مايو لعام 1994، حدث حرب قرة باغ بين جمهورية أذربيجان والأرمن لقرباغ الذين يلقي الدعم من جمهورية أرمينيا في منطقة قرباغ في شرق أرمينيا وجنوب غرب أذربيجان.

بعد إعلان إستقالالها أذربيجان من جمهورية أذربيجان الاشتراكية السوفيتية، أغلب من الأرمن في قرة باغ قرروا خرج من الأذربيجان، وأعلنوا إستقلالها لجمهورية مرتفعات قرة باغ.
بدأت الحروب واسعة النطاق بين الطرفين في شتاء، عام 1992. قُتِلَ 11,557 جندي أذربيجاني في عملية عسكرية من قبل الأرمن في حدود البلد وفي قرة باغ، في 1991 و1994.
قامت أرمينيا بسيطرة على الإقليم بحجة أنه أرض أرمينية، حيث تم تشريد ما يقرب من مليون من السكان، الذين أصبحوا لاجئين في بلدهم. لقد استغلت أرمينيا حالة التفكك والضعف عشية الاستقلال، مدعومة بروسيا، سيطرة سبع مناطق أخرى محاذية للإقليم، تعادل 9% من البلاد، ليصبح مجموع ما اقتطعته أرمينيا من أراضي أذربيجان نحو 20%.
اعتمد مجلس الأمن نتيجة هذا الصراع أربعة قرارات خلال ذروة المواجهات عام 1993. كان أولها القرار 822 بتاريخ 30 إبريل، الذي دعا في فقرته العاملة الأولى إلى انسحاب جميع قوات فورا من منطقة كيلبيدجار والمناطق الأخرى، التي جرى سيطرتها مؤخرا. ثم اعتمد القرار 853 في يوليو والقرار 874 في أكتوبر، ثم القرار 884 في 12 نوفمبر، الذي أدان انتهاكات أرمينيا لوقف إطلاق النار، واستئناف القتال، سيطرة مناطق جديدة في أذربيجان من بينها مدينة غوراديز ومنطقة زغلان، وطالبها بالانسحاب الفوري. لكن أرمينيا لم تلتزم بهذه القرارات. وفي عام 2006، أقر أرمن الإقليم الوليد دستورا كرسه باعتباره «جمهورية» مستقلة ومنفصلة عن أذربيجان، واختاروا مدينة «إستبانا كريت» عاصمة لهم.
وفي الخامس من يوليو/تموز 2015، أعلنت أذربيجان تمكن قواتها العسكرية من إسقاط طائرتين من دون طيار تابعتين للجيش الأرميني، قالت إنها اكتشفتهما لدى قيامهما بجولات استطلاع فوق المواقع الأذرية بمنطقة. وفي الثاني من أبريل/نيسان 2016، تبادل الجانبان اتهامات بانتهاك وقف إطلاق النار على خط التماس، مما أدى إلى سقوط عدد من الضحايا، وهدد باشتعال الحرب بينهما، لكن وزارة الدفاع الأذرية أعلنت لاحقا وقف إطلاق النار من جانب واحد، مهددة بالرد في حال تعرض قواتها للهجوم مجددا.
عززت علاقتها بتركيا والولايات المتحدة لتحديث قدراتها العسكرية والحصول على أسلحة متطورة. تشعر أذربيجان الآن بأنها قادرة على استعادة أرضها، بعد أن بنت جيشا حديثا ومتطورا ومسلحا بطريقة متينة يشرف على تدريبه ضباط أتراك وقد خصصت ميزانية كبيرة للجيش، وأعدت البلاد كلها لمواجهة.
وفي 27 سبتمبر/أيلول 2020، لاحت نذر الحرب بين أذربيجان وأرمينيا مع اندلاع جولة عنيفة من التصعيد العسكري في الإقليم، حيث سقط قتلى وجرحى من الجانبين، وأعلن الأرمن حالة الحرب والتعبئة العامة بالإقليم. وبدأ الجيش الاذري يسترجع بعض القرى والمناطق. وبعد اندلاع الحرب، نشرت وزارة الدفاع الأذرية مشاهد توثّق ما قالت إنه تدمير أهداف للجيش الأرميني وقد شارك سلجوق بيرقدار رائد مشروع الطائرات المسيرة في تركيا مقطع فيديو للضربات الجوية مرفقا إياه بوسم «أذربيجان».

## وصلات الخارجية
- https://www.youtube.com/watch?v=f4nZ9PYX8oo
- https://www.youtube.com/watch?v=wwhQD860aKY